# Tobias Strobl
Tobias Strobl, född 12 maj 1990, är en tysk före detta fotbollsspelare som spelade senast för FC Augsburg.

## Karriär
Den 23 mars 2016 värvades Strobl av Borussia Mönchengladbach, där han skrev på ett kontrakt fram till juni 2020.
I juni 2020 värvades Strobl av FC Augsburg, där han skrev på ett treårskontrakt.